# Вільям Стуклі
Вільям Стюклі (7 листопада 1687 — 3 березня 1765) — англійський антиквар, лікар і англіканський священник. Значно вплинув на пізніший розвиток археології, він став піонером наукового дослідження доісторичних пам'яток Стоунхенджа та Ейвбері у Вілтширі. За своє життя він опублікував понад двадцять книг з археології та інших тем. Народився в Голбічі, графство Лінкольншир, як син юриста, Стюклі працював у юридичному бізнесі свого батька, перш ніж відвідати коледж Святого Бенета в Кембриджі (нині коледж Корпус-Крісті). У 1709 році він почав вивчати медицину в лікарні Святого Томаса, Саутворк, а потім працював лікарем загальної практики в Бостоні, графство Лінкольншир.
З 1710 по 1725 рік він розпочав щорічні подорожі сільською місцевістю, шукаючи археологічні пам'ятки та інші об'єкти, які його цікавили; він написав і опублікував кілька звітів про свої подорожі. У 1717 році він повернувся до Лондона й утвердився в антикварних колах міста. У 1718 році його обрали членом Королівського товариства, став першим секретарем Товариства антикварів Лондона. У 1721 році він став масоном, а в 1722 році — співзасновником Товариства римських лицарів, організації, яка вивчала римську Британію. На початку 1720-х років Стуклі особливо зацікавився Стоунхенджем і Ейвбері, двома доісторичними кам'яними колами у Вілтширі. Він неодноразово відвідував їх, виконуючи польові роботи, щоб визначити їхні розміри.
У 1726 році Стуклі переїхав до Грантема, графство Лінкольншир, де одружився. У 1729 році він був висвячений у священнослужителі Церкви Англії та призначений вікарієм Церкви Всіх Святих у Стемфорді, графство Лінкольншир. Він був другом архієпископа Кентерберійського Вільяма Вейка, який заохочував його використовувати свої антикварні дослідження для боротьби зі зростанням деїзму та вільнодумства у Британії. З цією метою Стуклі розвинув переконання, що стародавні британські друїди дотримувалися монотеїстичної релігії, успадкованої від біблійних патріархів; він назвав цю релігію друїдів «патріархальним християнством». Крім того, він стверджував, що друїди спорудили кам'яні кола як частину змієподібних монументів, що символізують Трійцю.
У 1747 році він повернувся до Лондона як настоятель церкви Святого Георгія Мученика в Голборні. В останній частині свого життя він зіграв важливу роль у прийнятті британською наукою підробленого «Опису Британії» Чарльза Бертрама  та написав одну з найперших біографій сера Ісаака Ньютона. Ідеї Стуклі вплинули на різних антикварів протягом вісімнадцятого та початку дев'ятнадцятого століть, на додаток до таких художників, як Вільям Блейк, хоча вони були переважно відкинуті археологами до другої половини 19 століття. Стюклі був предметом багатьох біографій і наукових досліджень таких вчених, як Стюарт Пігготт, Девід Бойд Хейкок і Рональд Хаттон.

## Інтернет-ресурси
- Stukeley, William (1750). The Philosophy of Earthquakes, Natural and Religious, Or, An Inquiry into their Cause and their Purpose. London: C. Corbet. Процитовано 9 квітня 2008. William Stukeley.
- Text and engravings of Stukeley's Avebury survey online
- Bronze Medal of William Stukeley at the British Museum
- The text of William Stukeley's Memoirs of Sir Isaac Newton's Life (1752) at the Newton Project, University of Sussex, UK.
- The manuscript of William Stukeley's Memoirs of Sir Isaac Newton's life (1752) at the Royal Society
- Account given to the royal society of the Plesiosaur discovery (1719).